# 12702 Panamarenko
12702 Panamarenko è un asteroide della fascia principale. Scoperto nel 1990, presenta un'orbita caratterizzata da un semiasse maggiore pari a 2,5491717 UA e da un'eccentricità di 0,1735710, inclinata di 2,14399° rispetto all'eclittica.